# Castell d'Haro
El castell d'Haro és un castell renaixentista del segle xv situat en el terme del municipi espanyol de Villaescusa de Haro (Conca).
L'edifici original va ser construït al segle xiii per Diego López d'Haro i posteriorment destruït per Sanç IV de Castella. Va ser reconstruït al segle xv per l'Orde de Sant Jaume. Conserva la seua distribució original, amb planta quadrada i cubs circulars a les cantonades. Encara conserva dos dels murs de l'edifici principal. Envoltant el castell hi havia un mur amb reforços circulars a les cantonades i troneres.